# Klement
Klement (nebo také Kliment, někdy se, zejména u starověkých postav, používá nejednotně, latinsky Clemens) je mužské křestní jméno latinského původu, které znamená „vlídný, laskavý, shovívavý“. Podle českého kalendáře má svátek 23. listopadu.

## Statistické údaje
Následující tabulka uvádí četnost jména v ČR a pořadí mezi mužskými jmény ve srovnání dvou roků, pro které jsou dostupné údaje MV ČR – lze z ní tedy vysledovat trend v užívání tohoto jména:
| Rok       | Četnost   | Pořadí   |
| 1999      | 340       | 238.     |
| 2002      | 318       | 243.     |
| Porovnání | o 22 méně | o 5 hůře |
| 2006      | 278       | 318.     |

Změna procentního zastoupení tohoto jména mezi žijícími muži v ČR (tj. procentní změna se započítáním celkového úbytku mužů v ČR za sledované tři roky 1999–2002) je -5,8%, což svědčí o poměrně značném poklesu obliby tohoto jména.

## Známí nositelé jména
svatí
- svatý Klement I. (Kliment I.) neboli Kliment Římský, 4. papež (90–100)
- svatý Kléméns Alexandrijský (Titus Flavius Clemens) (asi 150–215) – církevní otec, představený církve v Alexandrii
- svatý Klement Irský (často také Skotský) – učenec a učitel mládeže, zemřel po roce 818
- svatý Kliment Ohridský (840–916) – bulharský světec
- svatý Klement Maria Hofbauer (1751–1820) – český redemptoristický kněz

- blahoslavený Clemens August von Galen (1878–1946) – německý biskup a odpůrce nacismu

ostatní
- Klement II., 148. papež (1046–1047)
- Klement III. (vzdoropapež), (1084–1100)
- Klement III., 172. papež (1187–1191)
- Klement IV., 181. papež (1265–1268)
- Klement V., 193. papež (1305–1314)
- Klement VI., 196. papež (1342–1352)
- Klement VII. (vzdoropapež), (1378–1394)
- Klement VII. (2. vzdoropapež), (1423–1429)
- Klement VII., 217. papež (1523–1534)
- Klement VIII., 229. papež (1592–1605)
- Klement IX., 236. papež (1667–1669)
- Klement X., 237. papež (1670–1676)
- Klement XI., 241. papež (1700–1721)
- Klement XII., 244. papež (1730–1740)
- Klement XIII., 246. papež (1758–1769)
- Klement XIV., 247. papež (1769–1774)
- Klement Ankarský, biskup
- Klemens Wenzel von Metternich (1773–1859) – rakouský šlechtic, politik a diplomat
- Václav Kliment Klicpera (1792–1859) – český spisovatel a dramatik
- Kliment Jefremovič Vorošilov (1881–1969) – sovětský voják a politik
- Clement Attlee (1883–1967) – britský politik, premiér Spojeného království v letech 1945–1951
- Klement Gottwald (1896–1953) – československý politik a prezident

## Klement jako příjmení
- viz. Klement (příjmení)